# 詹時雨
詹時雨（？—1645年），字霖臣，號敬五，饒州府鄱陽縣東隅鄉人，明朝、南明政治人物。

## 生平
詹時雨寫作古博沉蔚，得撫州的陳際泰、艾南英重視，萬曆四十六年（1618年）中舉人，崇禎七年（1634年）成進士，獲授中書舍人；崇禎帝詢問兵餉事宜，他能精準回答，獲授監察御史巡按福建，卻因嚴肅正直、忤逆權貴遷任蘇松督糧參議，再貶謫為貴州督學僉事。他在當地處事公允，多所取士，得陞任河南參政，到弘光年擢為貴州按察使，與都師何騰蛟合作，隆武元年（1645年）八月積勞成疾去世，身邊只有少量行李。

## 引用
1. 1 2  錢海岳《南明史·卷三十五·列傳第十一》：（弘光）時貴州司道可紀者：……詹時雨，字霖臣，鄱陽人。崇禎七年進士。授中書舍人。會上策問兵餉，條對稱旨；以御史巡按福建，忤貴人，改蘇嵩督糧參議。再忤上官，謫貴州督學僉事，公允絕請託，得人稱盛。陞河南參政，黔人疏留，擢貴州按察使。隆武元年八月卒官。
2. ↑  道光《鄱陽縣志·卷二十·選舉志》：萬厯四十六年戊午科（舉人）……詹時雨 甲戌進士
3. ↑  《崇祯七年甲戌科进士履历便览》：詹时雨，曾祖承龄，祖应兆，父道济。敬五，易二房，甲辰年十二月二十八日生，饒州府鄱阳县人，戊午乡试三十九，会五十八名，三甲九十一名，礼部观政，十月授中书，己卯考选授山东道御史，巡视中城，戊辰付建巡按，辛巳升湖广参议，蘇松道，壬午升貴州提学佥事。
4. ↑  道光《鄱陽縣志·卷二十二·人物志》：詹時雨，字霖臣，東隅人，為文古博沉蔚，撫州陳大士、艾千子咸推重之。萬厯戊午舉於鄉，崇禎甲戌成進士，給事中書科，時上發策問兵餉，條對稱旨；擢監察御史出巡福建，以嚴直忤權要遷蘇松道，隨督學貴州。一秉虛公，得人最盛，值藩臬缺官，時雨兼理數職，與都師何騰蛟同心協力，積勞成疾卒於官，歸裝只二篋、坐具十二、虎皮二而已。